# Walter Ferguson
Walter Ferguson Byfield (7 mai 1919 - 25 février 2023) était un auteur-compositeur-interprète de calypso, originaire du Panama et installé au Costa Rica. Dans sa ville de Cahuita, il était populairement connu sous les surnoms de M. Gavitt ou Segundo.

## Biographie
Walter Ferguson est né le 7 mai 1919 à Guabito, au Panama, en tant qu'aîné de six enfants. Son père, Melsha Lorenzo Ferguson, était un agriculteur jamaïcain employé par la United Fruit Company, tandis que sa mère, Sarah Byfield Dykin, d'origine jamaïcaine également, était une couturière et boulangère costaricienne. Lorsque Walter avait deux ans, sa famille a quitté le Panama pour s'installer dans le petit village de pêcheurs de Cahuita, situé dans la province de Limón au Costa Rica. C'est là que Walter a passé la majeure partie de sa vie, ne quittant presque jamais ce lieu qui a profondément marqué son parcours et sa musique.
Walter Ferguson, pourvu d'un talent musical précoce, a montré dès son plus jeune âge un intérêt marqué pour le chant et la musique : 
« J'ai eu une vocation claire pour la musique dès mon plus jeune âge. Personne ne m'a jamais rien appris. Ma mère m'a raconté que lorsque je n'avais même pas six ans, chaque fois que j'entendais quelqu'un chanter, je chantais aussi. [...] Peut-être que je n'arrivais pas à prononcer toutes les paroles correctement, mais l'intonation était bonne. Elle me disait que je deviendrais un grand musicien et que je n'aurais jamais eu besoin de travailler la terre. »
À l'âge de sept ans, sa mère l'a envoyé dans la ville portuaire caribéenne de Limón pour vivre avec sa tante Doris, qui lui avait proposé de l'aider à apprendre à lire, à écrire, et à jouer de la musique sur son piano. Cependant, la discipline et les règles imposées par sa tante ne plaisaient pas au jeune Walter, et il formula rapidement la demande de retourner dans son village bien-aimé de Cahuita, où il finira sa vie.
Sans aucune formation musicale formelle, il a appris en autodidacte à jouer de la dulzaina, de l'harmonica, du ukulélé, de la guitare, et de son instrument préféré, la clarinette. Inspiré par des calypsoniens plus anciens tels que Mighty Sparrow et Papa Houdini, il a commencé à écrire ses propres chansons et à participer à tous les défis de calypso le long de la côte caribéenne.
Bien qu'il soit souvent vu en solo, s'accompagnant de sa vieille guitare Martin, M. Gavitt se produit également au sein de groupes. Il forme son premier groupe de calypso dans la trentaine, avec lequel il se produit lors de festivals et d'événements locaux. Parfois, ils jouaient pour quelques colones, monnaie du Costa Rica, et d'autres fois simplement pour le plaisir « d'apporter un peu de bonheur », comme il le raconte dans une interview, notamment lors des mariages de couples moins aisés.
Dans la quarantaine, il forma un deuxième groupe, « Los Miserables », qui devint célèbre localement pour son répertoire caribéen varié, incluant des genres tels que la guaracha, la rumba et le boléro. Le groupe se sépara après une altercation insignifiante entre deux de ses membres, ce qui poussa Ferguson à quitter le groupe en signe de protestation contre leur comportement. Il fit alors le vœu de ne plus jamais jouer de la clarinette, une promesse qu'il a tenue pour le reste de sa vie.
Bien que la musique ait occupé une place importante dans sa vie, elle n’a jamais été la principale source de revenus de Walter Ferguson. Contrairement aux prédictions de sa mère, il a travaillé comme agriculteur toute sa vie pour subvenir à ses besoins et à ceux de la grande famille qu'il avait avec sa femme, Julia Drummond, son amie d'enfance et voisine, décédée en 2016 à l'âge de 87 ans. Ensemble, ils ont eu dix enfants et huit petits-enfants.
Ferguson a soufflé sa centième bougie, devenant centenaire, en mai 2019 et est décédé le 25 février 2023, à l'âge de 103 ans.

## Carrière
La carrière musicale de Ferguson s'étend sur plus de sept décennies, et son œuvre est considérée comme un exemple exceptionnel de la culture afro-caribéenne.
Après avoir composé son premier calypso, « A Sailing Boat », dans sa vingtaine au cours de la Seconde Guerre mondiale, il a continué à écrire approximativement deux cents chansons de calypso tout au long de sa longue vie, parmi lesquelles « Cabin in the Wata », « Callaloo » et « Carnaval Day ».

Sa vie d'agriculteur, sa dévotion à Dieu, la vie quotidienne, ainsi que les problèmes et les joies des petites villes le long du littoral sud-est du Costa Rica, sont autant de thèmes centraux de ses compositions. Ses chansons, écrites dans le créole local, se distinguent par leur combinaison caractéristique d'humour et de tragédie :
« Ma langue maternelle est l'anglais, mais l'espagnol est la langue officielle du Costa Rica et est enseigné dans toutes les écoles publiques. C'est pourquoi tout le monde à Cahuita est parfaitement bilingue, mais nous utilisons l'anglais comme langue de tous les jours. [...] J'ai chanté en espagnol quelques fois, mais il s'agissait soit de boléros et de guarachas, soit de calypsos qui étaient des traductions littérales de la version originale en anglais. Je n'ai jamais composé en espagnol. »
La simplicité et la puissance des interprétations de Ferguson lui ont valu l'admiration des musiciens folkloriques de la Vallée Centrale et ont suscité un regain d'intérêt pour le calypso parmi les musiciens urbains de Limón. Son influence sur d'autres musiciens costariciens, tels que Manuel Monestel du groupe Cantoamérica et Danny Williams du groupe Kawe Calypso, qui ont tous deux enregistré des reprises de ses chansons, a contribué à maintenir le calypso vivant dans le pays. Ferguson a toujours considéré Danny Williams, en particulier, comme son successeur.

### Enregistrements sur cassettes
Walter Ferguson a lui-même enregistré sa musique sur des cassettes individuelles au fil des années.
À la fin des années 70, après avoir reçu un magnétophone de l'un de ses fils, il a commencé à s'enregistrer sur des cassettes qu'il vendait ensuite aux voyageurs et aux amateurs de musique du monde entier pour gagner un peu d'argent supplémentaire.
Les limitations techniques l'ont poussé à trouver des solutions ingénieuses, comme les overdubs lo-fi qu'il a décrits dans une interview : « J'ai deux cassettes, je chante sur l'une, et quand j'ai fini, je la copie et j'en mets une autre dans l'enregistreur. Donc, quand je chante par-dessus, on entend deux voix. ». Il a continué à produire ses cassettes enregistrées à la maison de la fin des années 1970 à la fin des années 1990, lorsqu'il a décidé de se retirer de sa carrière musicale et de ne se produire qu'occasionnellement.
Ferguson n'a jamais écrit les paroles ni la musique de ses chansons et n'a jamais fait de copies de ses cassettes. Chaque cassette était donc une séance d'enregistrement unique et originale.
Pour tenter de récupérer ce trésor perdu, son fils Peck Ferguson et Niels Werdenberg ont lancé en janvier 2018 « The Walter Ferguson Tape Hunt », un projet mondial visant à sauver toutes les chansons oubliées de M. Gavitt, en vue des célébrations de son 100e anniversaire en mai 2019.

### Disques vinyles
Déjà une légende locale, Ferguson a eu l'opportunité d'enregistrer en 1982 son premier vinyle, « Mr Gavitt: Costa Rican Calypso », une collection de certaines de ses chansons les plus célèbres, produites par le musicologue américain Michael Williams sous le label Smithsonian Folkways Recordings. L'album comprenait également une traduction anglaise des paroles et une courte biographie. Cependant, en raison de sa mauvaise qualité sonore, l'album n'a jamais été distribué au Costa Rica.
En 1986, le label Indica a produit son deuxième vinyle intitulé « Calypsos del Caribe de Costa Rica » (Calypsos des Caraïbes du Costa Rica), qui comprend inclut chansons, ainsi que quelques paroles en anglais et une courte biographie du calypsonien rédigée par l'historienne locale Paula Palmer.

### Disques compacts
Ce n'est qu'en 2002, avec l'aide du label Papaya Music, que Ferguson a pu enregistrer son premier CD de haute qualité.
Le premier défi auquel les producteurs de Papaya Music ont été confrontés était que M. Gavitt, alors âgé de 83 ans, refusait de se rendre à la capitale, San José, pour enregistrer. Ils ont donc dû déplacer le studio d'enregistrement à Cahuita, plus précisément dans son hôtel familial "Sol y Mar", situé à l'entrée du parc national de Cahuita. Pour enregistrer, ils ont utilisé des matelas et des tapis afin d'insonoriser l'une des pièces, réduire les bruits des perroquets locaux, des chiens, des bus et des camions qui passaient, et ont également augmenté la température pour pouvoir enregistrer séparément les pistes de sa voix et de sa guitare.
En 2003, l'album « Babylon » a été publié, permettant au travail de Ferguson d'obtenir enfin une reconnaissance à grande échelle. Ce CD comprend treize morceaux originaux où Ferguson se produit seul, accompagné de sa guitare. L'album a connu un succès retentissant au niveau national et international, non seulement pour ses paroles pleines d'humour, mais aussi en raison du processus d'enregistrement atypique qui a marqué sa production
Avant la sortie de « Babylon » et de son deuxième CD, « Dr Bombodee » (2004), Ferguson avait déjà acquis un statut légendaire sur la côte caraïbe du Costa Rica. Cependant, ces publications ont ravivé son statut de calypsonien et l'ont préservé de l'oubli.
En 2013, le Festival International de Calypso Walter Ferguson a été inauguré en son honneur à Cahuita.
En 2017, il a été honoré du prix Patrimonio Cultural Inmaterial « Emilia Prieto Tugores »,.

## Discographie

### Albums
- M. Gavitt – Calypso du Costa Rica (LP), 1982 [15]
- Calipsos Del Caribe De Costa Rica (LP, Album), 1986
- Calypsos – Musique Afro-Limonaise Du Costa Rica (CD, Comp, RE), 1991
- Babylone, 2003
- Docteur Bombodee, 2004
- Dr. Bombodee & Babylon (2xCD, Album, Ltd, RE), 2014

### Singles et EP
- Le Roi du Calypso / En route pour Bocas, 1982

### Compilations
- King Of Calypso Limonense (Les enregistrements légendaires sur bande, vol. 1), 1982